# Rederiet Sundfarten
Rederiet Sundfarten var et dansk personligt ejet rederi, drevet af Verner Johannes Brønholm, som overvejende drev passagerfart fra 1948 - 1959 mellem København og Bellevue. 
Derudover passagerfart fra Bellevue til Helsingborg og Landskrona, København (Havnegade) - Hven og Landskrona/Helsingborg.
Han servicerede andre Sverigebåds rederier som havde anløb og afsejlinger fra Bellevue Bro fra 1950. Bl.a. for skibsreder Jørgen Jensen i 1950 og 1951 (bedre kendt som Skandinavisk Linietrafik). Sydfyenske Dampskibsselskab i 1952.
Egne ruter til Helsingborg og Landskrona. Lagde grunden til det senere kendte rederi Viking Baadene i forbindelse med købet af Gay Viking, sammen med Knud Foldschack start 30. maj 1953.

## Skibe
m.s. Snehvide
m.s. Illum
m s. Bellevue ex. m.s. tidl. s.s. Als ex. s.s. Ærø 1875
m.s. Nordbjærg (samarbejdsaftale)
m.s. Turisten (samarbejdsaftale)
m.s. Peter - bygget 1947 (charter 1951)
m.s. Mols
m.s Diesella
m.s. Mira 3 (med forbehold) ex. Express 3 - bygget 1915 
s.s. Agnete (samarbejdsaftale med Sydfyenske Dampskibsselskab 1952), chartret 1953-1955 inkl.) sommerperioder
m.s. Gay Viking fra 30. maj 1953, overgår til AB Vikingbaatarna/Sverige 
m.s. Lysekil (charter efterår 1953 - juni 1954), senere hos Rederi AB Sundfart, svensk 
m.s. Svan fra juni 1954 (charteraftale overtages efterfølgende af det som er mere kendt som Viking Baadene) 
s.s. Oslo (sommer - fra juni 1954), senere som s.s. Bellevue - Rederi AB Sundfart, svensk)   
m.s. Stade (charter 1956, senere købt og overført til Viking Baadene) 
m.s. Ellerbek (charter fra 27.04.- 30.08.1956) 
m.s. Mira (charter)
m.s. Strynø tidl. minestryger som M10 
m.s. Sorte Sara tidl. berømt minestryger som M 1
m.s. Bellevue ex. Skødshoved-Mira, ex. Strandgreven (1933) og ex. Express 4 - bygget 1915
m.s. Silius (norsk, senere m.s. Hansaline dansk)
 Der er for få eller ingen kildehenvisninger i denne artikel, hvilket er et problem. Du kan hjælpe ved at angive troværdige kilder til de påstande, som fremføres i artiklen.